# John Silber
John Robert Silber (15 de agosto de 1926 - 27 de septiembre de 2012) fue un académico estadounidense y excandidato a un cargo público. De 1971 a 1996 fue presidente de la Universidad de Boston y de 1996 a 2003 Rector de la Universidad. Desde 2003 hasta su muerte fue presidente emérito. En 1990, Silber tomó una licencia para ausentarse de la Universidad y postularse a un cargo político. Él ganó la primaria demócrata para convertirse en candidato de ese partido a gobernador de Massachusetts en la elección para gobernador de Massachusetts de 1990. Perdió las elecciones generales frente al moderado republicano William Weld, que ganó por 38.000 votos.
Silber fue entrenador y profesor de filosofía. Escribió dos libros. El primero fue Straight Shooting, es un comentario social, político y moral sobre cuestiones que afectan a la vida moderna americana. El segundo libro fue Architecture of the Absurd de 128 páginas sobre las obras icónicas de arquitectos contemporáneos.
La Universidad de Boston anunció la muerte de Silber el 27 de septiembre de 2012. Tenía 86 años.